# جيورج كوزل
جيورج كوزل Georg Küsel (1877-1952) كان معلما وكاتبا ألمانيا. كتب الشعر ونشر تحت أسماء مستعارة هي جيورج فوم فولسفالد وجيورج بومر.
ولد في بروكنكروغ في بومرن، وعمل معلما في فولفلاتسكه. كتب الشعر ومسرحيات العوام، وكتب كذلك أساطير من المنطقة التي نشأ بها. 
عاش بعد نهاية الحرب العالمية الثانية في كفارندورف في هاربورج.
من أعماله: في موطن أشعة الشمس (ديوان) 1928 – في الغابة السحرية (أساطير) 1931.